# Andrzej Łępkowski
Andrzej Łępkowski (ur. 16 sierpnia 1922 w Nowym Sączu, zm. 1 czerwca 2015) – polski lekarz, prof. dr hab. n. med., specjalista w zakresie laryngologii. Członek Polskiej Akademii Nauk.

## Życie i działalność
W czasie II wojny światowej aresztowany w maju 1942 był więźniem nazistowskiego obozu koncentracyjnego KL Auschwitz-Birkenau (nr obozowy 95 845). Absolwent z 1952 Akademii Medycznej w Krakowie. Przez blisko 50 lat jako pracownik związany był ze Śląską Akademią Medyczną im. Ludwika Waryńskiego w Katowicach gdzie w ramach Wydziału Lekarskiego był współtwórcą, organizatorem i wieloletnim kierownikiem III Katedry i Kliniki Laryngologii w Katowicach-Ochojcu, od 1960 doktor nauk medycznych, od 1968 dr habilitowany w 1988 otrzymał tytuł profesorski. Był między innymi 
Członkiem Honorowym Polskiego Towarzystwa Otorynolaryngologów-Chirurgów Głowy i Szyi, przewodniczącym Oddziału Śląskiego Polskiego Towarzystwa Laryngologicznego w latach 1986-1992, a także członkiem Polskiego Towarzystwa Akustycznego oraz Polskiego Towarzystwa Lekarskiego. Przez wiele lat piastował funkcję wojewódzkiego konsultanta ds. laryngologii w województwie śląskim. Zmarł 1 czerwca 2015 roku i został pochowany na Cmentarzu przy parafii p.w. św. Macieja Apostoła w Zabrzu-Maciejowie przy ul. Kondratowicza.

## Wybrane odznaczenia
- Krzyż Kawalerski Orderu Odrodzenia Polski,
- Złoty Krzyż Zasługi,
- Medal „Gloria Medicinae”,
- Odznaka „Za wzorową pracę w służbie zdrowia”[5]